# Brie (Terre du Milieu)
Bree
Pour les articles homonymes, voir Bree et Brie.
Bree ou Brie (« Bree » en version originale) est un village fictif du légendaire (legendarium) de l'écrivain britannique J. R. R. Tolkien, apparaissant dans le roman Le Seigneur des anneaux. Il est situé dans le pays de Bree, à l'est (et en bordure) du Comté.

## Géographie et histoire

Carte de Bree (en version originale).

Situé en Arnor (dans la région de l'Eriador, en Terre du Milieu), le village est bâti sur le flanc est de la colline de Bree, non loin du bois de Chet. Le village était tout d'abord habités par les Hommes du pays de Bree, avant que des Hobbits ne les rejoignent et s'y établissent en l'an 1300 du Troisième Âge. Ceux-ci demeuraient principalement à Staddel, un des quatre villages du Pays de Bree (avec Bree, Combe et Archet), mais les deux races coexistaient pacifiquement.
Bree se situe au carrefour de deux routes d'importance : celle de la Grande route du nord menant à Fornost, et celle de la Grande route de l'est, qui va à l'ouest vers la Comté et à l'est (via les Terres sauvages) vers les Montagnes de Brume. Le village fut longtemps un lieu d'échanges privilégié, même à la fin du Troisième Âge alors que la route vers Fornost était devenue si abandonnée qu'on l'appelait le « Chemin Vert ». Bree restait en effet une étape où s'arrêtaient les voyageurs (notamment les Nains qui faisait le voyage des Monts Brumeux aux Montagnes Bleues à l'ouest). Cependant, son activité était moindre que dans les temps anciens.
Le village, composé de maison basses, est disposé tout autour de la colline de Bree. Il est protégé par une grande clôture de haie ceinturant le village du nord au sud. La clôture possède deux portes principales, l'une au nord-ouest et l'autre au sud-est du village, toutes deux gardées la nuit.
C'est à Bree que se trouve l'« Auberge du Poney Fringant », un établissement populaire et renommé tenu depuis des siècles par la famille Poiredebeurré, et où (dans le premier livre du Seigneur des anneaux) les Hobbits Frodon, Merry, Pippin et Sam y firent la rencontre d'Aragorn, alors que ceux-ci étaient pourchassés par les Cavaliers noirs (les Nazgûls).
À la fin de la guerre de l'Anneau, quand le roi Elessar (Aragorn) fut couronné roi du royaume réunifié du Gondor et de l'Arnor, Bree retrouva une activité marchande conséquente, étant une étape vers Fornost, la cité étant relevée de la ruine par le roi Elessar.

## Adaptations
Le village de Bree apparaît dans le film Le Seigneur des Anneaux : La Communauté de l'Anneau de Peter Jackson, ainsi que dans le prologue du Hobbit : La Désolation de Smaug, également de Jackson.

## Dans la culture populaire
- Bree est le nom d'un cheval dans le roman Le Monde de Narnia de C. S. Lewis, précisément « Le cheval et son écuyer », sans doute référence à l'auberge du Poney Fringant de Tolkien. Par ailleurs, C. S. Lewis était un grand ami de Tolkien.